# Cantón de Saint-Omer-Sur
El cantón de Saint-Omer-Sur era una división administrativa francesa, que estaba situada en el departamento de Paso de Calais y la región de Norte-Paso de Calais.

## Composición
El cantón estaba formado por tres comunas, más una fracción de la comuna que le daba su nombre:
- Longuenesse
- Saint-Omer (fracción)
- Tatinghem
- Wizernes

## Supresión del cantón de Saint-Omer-Sur
En aplicación del Decreto nº 2014-233 de 24 de febrero de 2014, el cantón de Saint-Omer-Sur fue suprimido el 22 de marzo de 2015 y sus 4 comunas pasaron a formar parte; dos del nuevo cantón de Longuenesse y dos del nuevo cantón de Saint-Omer.